# Wit licht (lied)
"Wit licht" is een single van Marco Borsato, de opvolger van het duet "Everytime I think of you" van Marco Borsato en Lucie Silvas. De single ging op vrijdag 18 april 2008, rond 8 uur in première bij het radioprogramma Evers Staat Op van Edwin Evers op Radio 538.
Op 20 maart 2008 werd bekendgemaakt dat er naast deze single ook een gelijknamig album wordt uitgebracht in het najaar van 2008. Dit alles gebeurt naar aanleiding van de film Wit licht, een thriller van Jean van de Velde waarin Marco Borsato een van de hoofdrollen speelt.
"Wit licht" verscheen als een "open disc" (een beschermde internetomgeving met speciale extra's). De single kwam binnen op de eerste plaats in de Nederlandse Top 40. Na hier drie weken te hebben gestaan werd de eerste positie overgenomen door 4 Minutes door Madonna en Justin Timberlake. Na nog drie weken in de top 10, zakte het nummer snel weg uit de top 40 om al na negen weken op de laatste plaats van de lijst te staan. Sinds Wat Is Mijn Hart (#16 in 2000) was het niet meer voorgekomen dat een single van Borsato binnen tien weken uit de lijst viel. De kortstgenoteerde nummer-1 hit van Borsato was tot dan toe De Bestemming (1998, 12 weken in de top 40). Wit licht verbrak dit record ruimschoots.
Wit licht kwam opnieuw in de aandacht door de uitvoering door Jeroen van Koningsbrugge tijdens The Passion in 2015 in Enschede. Dat jaar was zijn versie hoger genoteerd dan die van Borsato.

## Hitnotering
| "Wit licht" in de Nederlandse Top 40 - binnen: 03-05-2008 | "Wit licht" in de Nederlandse Top 40 - binnen: 03-05-2008 | "Wit licht" in de Nederlandse Top 40 - binnen: 03-05-2008 | "Wit licht" in de Nederlandse Top 40 - binnen: 03-05-2008 | "Wit licht" in de Nederlandse Top 40 - binnen: 03-05-2008 | "Wit licht" in de Nederlandse Top 40 - binnen: 03-05-2008 | "Wit licht" in de Nederlandse Top 40 - binnen: 03-05-2008 | "Wit licht" in de Nederlandse Top 40 - binnen: 03-05-2008 | "Wit licht" in de Nederlandse Top 40 - binnen: 03-05-2008 | "Wit licht" in de Nederlandse Top 40 - binnen: 03-05-2008 | "Wit licht" in de Nederlandse Top 40 - binnen: 03-05-2008 |
| Week                                                      | 01                                                        | 02                                                        | 03                                                        | 04                                                        | 05                                                        | 06                                                        | 07                                                        | 08                                                        | 09                                                        |                                                           |
| --------------------------------------------------------- | --------------------------------------------------------- | --------------------------------------------------------- | --------------------------------------------------------- | --------------------------------------------------------- | --------------------------------------------------------- | --------------------------------------------------------- | --------------------------------------------------------- | --------------------------------------------------------- | --------------------------------------------------------- | --------------------------------------------------------- |
| Nummer                                                    | 1                                                         | 1                                                         | 1                                                         | 2                                                         | 4                                                         | 4                                                         | 11                                                        | 17                                                        | 40                                                        | uit                                                       |

| "Wit licht" in de Nederlandse Single Top 100 - binnen: 03-05-2008 | "Wit licht" in de Nederlandse Single Top 100 - binnen: 03-05-2008 | "Wit licht" in de Nederlandse Single Top 100 - binnen: 03-05-2008 | "Wit licht" in de Nederlandse Single Top 100 - binnen: 03-05-2008 | "Wit licht" in de Nederlandse Single Top 100 - binnen: 03-05-2008 | "Wit licht" in de Nederlandse Single Top 100 - binnen: 03-05-2008 | "Wit licht" in de Nederlandse Single Top 100 - binnen: 03-05-2008 | "Wit licht" in de Nederlandse Single Top 100 - binnen: 03-05-2008 | "Wit licht" in de Nederlandse Single Top 100 - binnen: 03-05-2008 | "Wit licht" in de Nederlandse Single Top 100 - binnen: 03-05-2008 | "Wit licht" in de Nederlandse Single Top 100 - binnen: 03-05-2008 |
| Week                                                              | 01                                                                | 02                                                                | 03                                                                | 04                                                                | 05                                                                | 06                                                                | 07                                                                | 08                                                                | 09                                                                |                                                                   |
| ----------------------------------------------------------------- | ----------------------------------------------------------------- | ----------------------------------------------------------------- | ----------------------------------------------------------------- | ----------------------------------------------------------------- | ----------------------------------------------------------------- | ----------------------------------------------------------------- | ----------------------------------------------------------------- | ----------------------------------------------------------------- | ----------------------------------------------------------------- | ----------------------------------------------------------------- |
| Nummer                                                            | 1                                                                 | 1                                                                 | 2                                                                 | 3                                                                 | 2                                                                 | 4                                                                 | 27                                                                | 30                                                                | 80                                                                | uit                                                               |

| "Wit licht" in de Vlaamse Ultratop 50 - binnen: 10-05-2008 | "Wit licht" in de Vlaamse Ultratop 50 - binnen: 10-05-2008 | "Wit licht" in de Vlaamse Ultratop 50 - binnen: 10-05-2008 | "Wit licht" in de Vlaamse Ultratop 50 - binnen: 10-05-2008 | "Wit licht" in de Vlaamse Ultratop 50 - binnen: 10-05-2008 | "Wit licht" in de Vlaamse Ultratop 50 - binnen: 10-05-2008 | "Wit licht" in de Vlaamse Ultratop 50 - binnen: 10-05-2008 | "Wit licht" in de Vlaamse Ultratop 50 - binnen: 10-05-2008 | "Wit licht" in de Vlaamse Ultratop 50 - binnen: 10-05-2008 | "Wit licht" in de Vlaamse Ultratop 50 - binnen: 10-05-2008 |
| Week                                                       | 01                                                         | 02                                                         | 03                                                         | 04                                                         | 05                                                         | 06                                                         | 07                                                         | 08                                                         |                                                            |
| ---------------------------------------------------------- | ---------------------------------------------------------- | ---------------------------------------------------------- | ---------------------------------------------------------- | ---------------------------------------------------------- | ---------------------------------------------------------- | ---------------------------------------------------------- | ---------------------------------------------------------- | ---------------------------------------------------------- | ---------------------------------------------------------- |
| Nummer                                                     | 3                                                          | 12                                                         | 12                                                         | 13                                                         | 15                                                         | 24                                                         | 27                                                         | 41                                                         | uit                                                        |

### NPO Radio 2 Top 2000
| Nummer met noteringen in de NPO Radio 2 Top 2000 | '09 | '10-'14 | '15  |
| ------------------------------------------------ | --- | ------- | ---- |
| Wit licht                                        | 865 | -       | 1648 |

1. ↑  Een '-' betekent dat het nummer niet was genoteerd en een vetgedrukt getal geeft de hoogste notering aan.
2. ↑  2009 was het eerste jaar met een notering voor dit nummer.
3. ↑  Deze tabel is bijgewerkt tot en met de laatste editie (2024).

## Versie van Jeroen van Koningsbrugge
Tijdens De Passion in Enschede 2015 zong zanger Jeroen van Koningsbrugge zijn eigen versie van Wit licht. Hij besloot deze ook op single uit te brengen. Dit gebeurde op 13 april 2015. Dit kon echter pas na toestemming van de betreffende omroepen (EO KRO), aangezien er met het nummer geen commercieel geld binnengebracht mocht worden. De Passion was immers een programma van de Publieke Omroep en wordt dus van publiek geld betaald.

### Radio 2 Top 2000
| Nummer met noteringen in de NPO Radio 2 Top 2000 | '15  | '16  | '17  | '18  | '19  | '20  | '21  |
| ------------------------------------------------ | ---- | ---- | ---- | ---- | ---- | ---- | ---- |
| Wit licht                                        | 1611 | 1072 | 1221 | 1327 | 1478 | 1660 | 1886 |

1. ↑  Een vetgedrukt getal geeft de hoogste notering aan.
2. ↑  2015 was het eerste jaar met een notering voor dit nummer.
3. ↑  Deze tabel is bijgewerkt tot en met de laatste editie (2024).